# 悪い種子
『悪い種子』（わるいたね、The Bad Seed）は、1954年にウィリアム・マーチが発表した小説。出版から1か月後にマーチが死亡したため、本作は彼の遺作となった。1955年に全米図書賞小説部門にノミネートされ、多大なる批評と商業的な成功を受け、その成功は死してもなお続いた。マクスウェル・アンダーソンによってブロードウェイミュージカルに、そしてマーヴィン・ルロイ によって1956年に映画化された。
なお、マーヴィン・ルロイ版はアカデミー賞にノミネートされ、リメイクもされた。イーライ・ロス監督のリメイクも計画されたが、没になった。
また、2018年にテレビ映画がマッケナ・グレイス主演で作られ、2022年にその続編が放送された。

## あらすじ
8歳のローダ・ペンマークは温かい家庭で育ったよくいる小さな女の子と思われていた。外見上、この年齢以上に魅力的で、礼儀正しく、賢い子だ。大人の多くは、素直で、身だしなみがきちんとして、決まりを守る、すべての親が夢見るような子だと思っていた。この子は親から何も言われなくても、読書、宿題、ピアノの練習をしていた。一方、多くの子供たちは彼女と距離をとっていた。何かおかしいと感じていたからだ。ベネディクトという小さな町のファーン小学校の児童たちにとってはとりわけそうだった。
ローダはクリスティーン・ペンマークと夫のケネスの一人娘で、ケネスは出張中だった。クリスティーンはローダがクラスメイトのクロード・デーグルに対して妙な行動をしていることに気付き始めた。後に、クロードは学校のピクニックで謎の溺死を遂げる。クリスティーンはここで、ローダがこの男の子が死んだことに無関心だということに気付いた。この件は事故だと思われていたが、詳しく見ると原因不明なことがある。クロードの顔には三日月型の跡が付いていたのだ。クロードは書き方が完璧だったということでメダルを取っていたのだが、ローダはそれは自分が取るはずだったと文句を言っていることをクリスティーンは知った。ローダは自分が最後にクロードを見たことについても嘘をついていた。
クリスティーンはローダの嘘に気付いて、今までの事故のことを考え直し始める。ローダが親にペットの犬をせがんだ後、すぐに飽きてしまい、その後犬は死んでしまっていた。ローダによると、窓からの「転落事故」だったというのだ。隣に住んでいた年老いたクララ・ポストは自分が死んだらローダにスノーグローブをあげると約束していたが、その後まもなくローダの面倒を見ていたときにクララは致命的な転落事故を起こし、スノーグローブはローダの自慢の持ち物になっていた。さらに、ローダは先生や校務員に何度も嘘をついたことがばれて退学処分になったことがあった。これらの学校関係者はローダを「冷たく、うぬぼれの強い子」と言っていた。
クリスティーンはこのような悲劇すべての背後に自分の娘がいるのではないかという考えに動揺し、自分で調べ始めた。すると、調査報道ジャーナリストであるリチャード・ブラボーにより、クリスティーンは養子であり、連続殺人犯の家で見つかった唯一の生存者だったことがわかった。クリスティーンの生みの母はベッスィー・デンカーであり、電気椅子の刑で死んだ悪名高い連続殺人犯だった。クリスティーンにもそのかすかな記憶が残っていた。クリスティーンは殺人者の「悪い種」の遺伝子を自分の子に受け渡したことで自分を責めるようになるが、まだ、クロードが死んだのはローダのせいかもしれないがそれは事故だったという望みにしがみついていた。クリスティーンはローダのことで悩んでいることについて夫に何度も手紙を書いたが、これを誰かほかの人が読んだり、当局に知らせたりしたらどうなるかが怖くなり、書いた手紙を投函することはなかった。このすべての調査のせいでクリスティーンはしだいに生気を失い、クリスティーンの隣に住む友達であるモニカ・ブリードラブはすぐにそのことに気付いた。
ペンマーク家が入居しているアパートに住んで用務員として働いていたリロイ・ジェサップは、ローダが見かけを取り繕っていることに気付いていた。気付いていたのはクリスティーンを除くとリロイだけだった。リロイはローダが意地悪な性質の子だと考えて、容赦なくローダをからかい、クロードが死んだのはローダのせいだと信じているように思わせた。リロイの妻テルマはローダをいじめるのをやめるよう注意したが、リロイは聞こうとしなかった。リロイがからかってもローダは平然としていたが、そうしていられたのは、ローダが滑り止めの付いた靴でクロードをたたいたに違いないとリロイが言い出すまでのことだった。クロードの顔に残った三日月型の跡はそのせいだというのだ。そのすぐ後、リロイの非難に対するローダの反応から、リロイは真実にたどり着いたことに気付いた。ローダはリロイがこの話をばらすのではないかと恐れて、リロイが眠るのを待ってから、マットレスに火をつけて中に閉じ込めた。クリスティーンは離れたところからこの殺人を目撃して震え上がった。これが瞬時に起きたので助けを呼ぶ間もなかった。ほかの人たちはリロイの死は喫煙中に眠りに落ちたため火事になった事故だと信じた。
クリスティーンはローダと顔を突き合わせて話した。当初ローダは嘘をついて言い逃れしようとしたが、ついに自分がクロード、リロイ、そしてクララ・ポストを殺したことを告白した。けれどもその間ずっと後悔した様子は見せなかった。クリスティーンはローダが、ベッスィー・デンカーと同じように電気椅子での最期に行き付くのではないかと恐れた。ローダがもう誰も殺さないようにするための必死の試みとして、クリスティーンはローダに睡眠薬を与え、ローダが過剰摂取で痛みなく死ぬようにさせようとした。それからクリスティーンは寝室に置いていたピストルで自分の頭を打ち抜いた。
その後、クリスティーンは病院で死んだ。一方、ローダは銃声を聞きつけた隣の人に助けられた。ケネスは打ちひしがれて家に戻ったが、クリスティーンはノイローゼだったのだと思っていた。クリスティーンは投函しなかった手紙もその他の証拠も捨ててしまっていた。だからローダはまた自由に殺人ができる。

## 映画

### 1956年版
ブロードウェイ版をもとに、ジョン・リー・メイヒンが脚本を書き、マーヴィン・ルロイが監督した。ヘイズ・コードの関係で結末が変えられた。
映画本編終了後、出演者の紹介と以下のメッセージが表示される。
「ご覧頂いた作品は驚くべき結末が見どころです。くれぐれも最後のヤマ場を口外なさいませんように。」
原文“You have just seen a motion picture whose theme dares to be startlingly different.

　May we ask that you do not divulge the unusual climax of this story. Thank you.”

#### キャスト
- クリスティーン・ペンマーク（ローダの母）：ナンシー・ケリー ※
- ローダ・ペンマーク（英語版）（クリスティーンとケネスの幼い娘）：パティ・マコーマック ※
- リロイ（アパート清掃員）：ヘンリー・ジョーンズ ※
- ホーテンス・デーグル(クロードの母親)：アイリーン・ヘッカート ※
- モニカ（アパートの大家）：イヴリン・ヴァーデン ※
- ケネス・ペンマーク（大佐・ローダの父・クリスティーンの夫）：ウィリアム・ホッパー
- リチャード・ブラボー（クリスティーンの父・ローダの祖父）：ポール・フィックス
- エモリー（モニカの兄）：ジェーシー・ホワイト(英語版)
- レジナルド・タスカー（犯罪学者）：ジョージ・クラーク(英語版)
- ファーン（ローダの小学校の先生）：ジョーン・クロイドン(英語版) ※
- ヘンリー・デーグル（ホーテンスの夫・クロードの父親）：フランク・キャディ(英語版)

上記のうちローダ役のマコーマックをはじめ、※が付いた六人のメインキャストはブロードウェイ版でも同じ役を演じている。

#### 受賞・ノミネート
- 受賞
  - 第14回ゴールデングローブ賞 助演女優賞（アイリーン・ヘッカート）
- ノミネート
  - 第29回アカデミー賞 主演女優賞（ナンシー・ケリー）
  - 第29回アカデミー賞 助演女優賞（パティ・マコーマック）
  - 第29回アカデミー賞 助演女優賞（アイリーン・ヘッカート）
  - 第29回アカデミー賞 撮影賞（ハル・ロッソン）

#### 原作との違い
原作では、クリスティーンはローダに睡眠薬を大量に飲ませ、自らはピストルで自殺を図り死ぬ。しかしながら、ローダは一命を取りとめる。
映画版では、クリスティーンもローダも一命を取りとめる。しかしながら、ローダは嵐の晩に家を抜け出し、クリスティーンが海に捨てたクロードのメダルの回収を試みるが、そこで突然の落雷を受けて死んでしまう。その後エンドタイトルを前に、メインキャストによる朗らかな様子のカーテンコールがあり、ラストシーンでは、ローダはクリスティーンにお尻を叩かれながら、コミカルで子供らしい笑顔を見せる。
ヘイズ・コードに準拠した改変ポイントは、悪が勝ったまま終わる結末を避け、ローダに天罰ともいえる死を与えたこと。明るいカーテンコールで、残虐な印象を軽減したことの二点である。

### 1985年版
ポール・ウェンドコスが1985年にリメイクした。邦題は『死の天使レイチェル』。こちらは原作通りの結末を迎える。

#### キャスト（1985年版）
- ブレア・ブラウン
- キャリー・ウェルズ
- デヴィッド・キャラダイン
- リン・レッドグレイヴ
- リチャード・カイリー
- デヴィッド・オグデン・スティアーズ

## 日本語版
1956年に早川書房から刊行された。
- 翻訳：北村太郎
  - ASIN B000JB2DXC